# Saipan International 2025
Die Saipan International 2025 im Badminton wurden vom 12. bis zum 16. August 2025 in Saipan ausgetragen. Es war die dritte Auflage dieser Turnierserie.

## Sieger und Platzierte
| Disziplin    | Gold                       | Silber                        | Bronze                          |
| ------------ | -------------------------- | ----------------------------- | ------------------------------- |
| Herreneinzel | Riki Takei                 | Yudai Okimoto                 | Keita Makino                    |
| Herreneinzel | Riki Takei                 | Yudai Okimoto                 | Kim Ba-da                       |
| Dameneinzel  | Tanya Hemanth              | Kanae Sakai                   | Ririna Hiramoto                 |
| Dameneinzel  | Tanya Hemanth              | Kanae Sakai                   | Niina Matsuta                   |
| Herrendoppel | Naoya Kawashima Akira Koga | Haruki Kawabe Kenta Matsukawa | Kakeru Kumagai Hiroki Nishi     |
| Herrendoppel | Naoya Kawashima Akira Koga | Haruki Kawabe Kenta Matsukawa | Tori Aizawa Daisuke Sano        |
| Damendoppel  | Hinata Suzuki Nao Yamakita | Kokona Ishikawa Mio Konegawa  | Tomona Harima Tsukiko Yasaki    |
| Damendoppel  | Hinata Suzuki Nao Yamakita | Kokona Ishikawa Mio Konegawa  | Kokona Ishikawa Ririna Hiramoto |
| Mixed        | An Yun-seong Lee Yu-lim    | Kenta Matsukawa Riko Kiyose   | Akira Koga Yuho Imai            |
| Mixed        | An Yun-seong Lee Yu-lim    | Kenta Matsukawa Riko Kiyose   | Haruki Kawabe Kokona Ishikawa   |